# Гавердовский
Гаве́рдовский (адыг. Гавердовск) — хутор в Республике Адыгея. Входит в состав городского округа город Майкоп.

## География
Посёлок расположен в южной части городского округа Майкоп, на правом берегу реки Белая. Находится у западной окраины города Майкопа и в 19 км к юго-востоку от города Белореченск. К северо-востоку от хутора проходит федеральная автотрасса А-160. 
Площадь территории населённого пункта установлена постановлением № 240 от 20.04.2011 и составляет 5,59 км2. 
Ближайшие населённые пункты: Ханская на северо-западе, Родниковый на севере, Западный на северо-востоке, а также с западными районами города Майкопа на востоке и юго-востоке. У северо-западной окраины хутора расположены СНТ — Авангард, Буровик, Деметра, Джанатан, Коммунальник, Красноречье, Приречный, Проектировщик, Селекционер и Яблонька. 
Населённый пункт расположен у подножья Лесистого хребта, в предгорной зоне республики. Средние высоты на территории хутора составляют 202 метра над уровнем моря. Рельеф местности представляет собой преимущественно волнистые равнины с общим уклоном с юго-запада на северо-восток, с положительными формами рельефа в виде холмистых и курганных возвышенностей. 
Гидрографическая сеть в основном представлена рекой Белая, напротив южной окраины хутора в неё впадает река Фортепианка и другие более мелкие речки. 
Климат на территории хутора влажный умеренный (Dfa). Среднегодовая температура воздуха положительная и составляет около +11,5°С. Среднемесячная температура воздуха в июле достигает +23,0°С. Среднемесячная температура января составляет около 0°С. Среднегодовое количество осадков составляет около 750 мм. Основная часть осадков выпадает в период с мая по июль.

## История
Первое упоминание о хуторе Гавердовском относится к 1889 году, этот год и считается официальной датой основания населённого пункта. Появление хутора на его нынешнем месте, жители связывают с переселением одного из трех сыновей Гавердовского с несколькими работниками с левого берега реки Белой (первоначальное расположение хутора) на правый.
С 2000 года в составе Майкопского республиканского городского округа, наделённого статусом муниципального образования в 2005 году.

## Население
| 2002  | 2010  | 2013  | 2014  | 2015  | 2016  | 2017  |
| ----- | ----- | ----- | ----- | ----- | ----- | ----- |
| 2902  | ↗3625 | ↗3744 | ↗3798 | ↗3829 | ↗3835 | ↗3844 |
| 2018  | 2019  | 2020  | 2021  | 2023  | 2024  |       |
| ↘3824 | ↘3800 | ↘3781 | ↗4732 | ↘4729 | ↘4702 |       |

Плотность — 841.14 чел./км2.
Национальный состав
По данным Всероссийской переписи населения 2010 года (недоступная ссылка):
| Народ               | Численность, чел. | Доля от всего населения, % |
| ------------------- | ----------------- | -------------------------- |
| русские             | 1 946             | 53,68 %                    |
| адыги               | 793               | 21,88 %                    |
| греки               | 543               | 14,98 %                    |
| армяне              | 133               | 3,67 %                     |
| украинцы            | 57                | 1,57 %                     |
| другие / не указано | 153               | 4,22 %                     |
| всего               | 3 625             | 100,0 %                    |

Мужчины — 1 792 чел. (49,4 %). Женщины — 1 833 чел. (50,6 %).

По данным Всероссийской переписи 2021 года:
| Народ               | Численность, чел. | Доля от всего населения, % |
| ------------------- | ----------------- | -------------------------- |
| русские             | 1 808             | 38,20 %                    |
| адыги (черкесы)     | 1 256             | 26,54 %                    |
| греки               | 331               | 6,99 %                     |
| армяне              | 84                | 1,77 %                     |
| другие / не указано | 1 253             | 26,47 %                    |
| всего               | 4 732             | 100,0 %                    |

## Местное самоуправление
Хутор Гавердовский входит в ТОС (территориальное общественное самоуправление) №13 городского округа Майкоп. 
Местное самоуправление является территориальным исполнительным органом местной администрации (ТИОМА) городского округа Майкоп и осуществляет исполнительно-распорядительные функции на территории хутора Гавердовский.
Администрация ТОС №13 — городской округ Майкоп, хутор Гавердовский, пер. Клубный, №11.
- Председатель местного самоуправления — Филатьева Наталья Александровна.
- Администратор местного самоуправления — Ананникова Любовь Сергеевна.

## Религия
Православие
- Храм Успения Пресвятой Богородицы — ул. Советская, 119.

Ислам
- Суннитская мечеть «Таква» — ул. Садовая, 72.

## Инфраструктура
- Образовательный центр № 18 (Средняя школа-Детский сад)
- Спортивная школа по конному спорту
- Фельдшерско-акушерский пункт
- Сельский Дом культуры

## Транспорт
Через хутор проходят городские автобусные маршруты:
- №14 «Университет — хутор Гавердовский»
- №20 «Хутор Гавердовский — Центральный рынок».

## Улицы
Уличная сеть хутора состоит из 41 улицы и 23 переулков. 